# BoA the LIVE 裏ボア...聴かせ系
『BoA the LIVE 裏ボア...聴かせ系』(ボア・コンプリート・クリップス 2004-2006)は韓国の歌手BoAのライブ・ビデオ。

## 解説
ライブ・ビデオとしては2005年の『BoA ARENA TOUR 2005-BEST OF SOUL-』より約1年8ヶ月振りとなる。
ビデオ・クリップ集『BoA COMPLETE CLIPS 2004-2006』との同時発売となっており、自身の20歳の誕生日にZEPP TOKYOにて行われた『BoA THE LIVE』の公演の様子を収録した内容となっており、今回のライブではあえてダンス・パフォーマンスを行わず、全てを歌のみで行っていることが特徴であり、自身の楽曲の他、カバー曲も披露する形となった。

## 収録曲
1. Theme of BoA THE LIVE
2. LISTEN TO MY HEART
3. VALENTI
4. DO THE MOTION
5. soundscape
6. Your Color
7. Ain't no sunshine
8. OVER 〜across the time〜(interlude)
9. make a secret
10. Moon & Sunrise
11. キミのとなりで
12. 七色の明日～brand new beat～
13. KEY OF HEART
14. LA・LA・LA LOVE SONG
15. QUINCY
16. Everlasting
17. コノヨノシルシ
18. Winter Love
19. メリクリ
20. 【BONUS TRACK】the Love Bug

## 参加ミュージシャン
- BoA：Vocals

Support Member
- 守尾崇：Band Master & Manipulator
- 高田"Shinny T"真：Drums
- 堀川真理夫：Bass
- 山崎淳：Guitar
- 松浦基悦：Keyboards
- 中山ユキ：Percussion
- 松岡奈穂美：Chorus
- 須藤美恵子：Chorus
- YUKA：Dance
- LINA：Dance
- SONNY：Dance
- YWKI：Dance
- m-flo：Special Guest